# Brent Ashton
Brent Kenneth Ashton (Kanada, Saskatchewan, Saskatoon, 1960. május 18. –) profi jégkorongozó. Ő tartja Mike Sillingerrel együtt a legtöbb csapatban való szereplés rekordját a National Hockey League-ben kilenccel.

## Karrier
Komolyabb junior karrierjét 1975-ben kezdte a Western Canadian Hockey League-es Saskatoon Bladesben és négy szezonon keresztül 1979-ig játszott ebben a csapatban. Utolsó idényében 64 gólt ütött és 119 pontot szerzett. A Vancouver Canucks választotta ki őt az 1979-es NHL-drafton a második kör 26. helyén A Canucksban csak két idényt játszott és mindössze 23 gólt ütött. 1981–1982-ben a Colorado Rockieshoz került egy idényre. A következő idényben a New Jersey Devils-ben játszott. 1983–1984-ben a Minnesota North Starshoz került másfél szezonra. Az 1984–1985-ös NHL-szezon közben a Québec Nordiqueshoz került, ahol két és fél idényt töltött. Az 1986–1987-es szezon közben a Detroit Red Wingshez került másfél idényre. Innen a Winnipeg Jetsbe került, ahol élete legjobb szezonját produkálva 31 gólt ütött és 68 pontot szerzett. Teljesítménye egyre csak romlott így a negyedik szezon elején a Boston Bruinshoz cserélték. 1992–1993-ban leküldték az American Hockey League-be a Providence Bruinsba majd felhívta őt a Boston Bruins de nagyon gyengén játszott, így a Calgary Flameshez cserélték a szezon közben. Az 1993–1994-es szezonban az IHL-es Las Vegas Thunderből vonult vissza egy súlyos térdsérülés miatt.
Testvére, Ron Ashton szintén profi játékos volt, de az NHL-ig nem jutott el.

## Díjai
- Világbajnoki ezüstérem: 1989

## Karrier statisztika
| 1975–1976            | Saskatoon Blades      | WCHL                 | 11  | 3   | 4   | 7   | 11  | 18 | 1  | 1  | 2  | 5  |
| 1976–1977            | Saskatoon Blades      | WCHL                 | 54  | 26  | 25  | 51  | 84  | 6  | 1  | 2  | 3  | 15 |
| 1977–1978            | Saskatoon Blades      | WCHL                 | 46  | 38  | 26  | 64  | 47  | —  | —  | —  | —  | —  |
| 1978–1979            | Saskatoon Blades      | WHL                  | 62  | 64  | 55  | 119 | 80  | 11 | 14 | 4  | 18 | 5  |
| 1979–1980            | Vancouver Canucks     | NHL                  | 47  | 5   | 14  | 19  | 11  | 4  | 1  | 0  | 1  | 6  |
| 1980–1981            | Vancouver Canucks     | NHL                  | 77  | 18  | 11  | 29  | 57  | 3  | 0  | 0  | 0  | 2  |
| 1981–1982            | Colorado Rockies      | NHL                  | 80  | 24  | 36  | 60  | 26  | —  | —  | —  | —  | —  |
| 1982–1983            | New Jersey Devils     | NHL                  | 76  | 14  | 19  | 33  | 47  | —  | —  | —  | —  | —  |
| 1983–1984            | Minnesota North Stars | NHL                  | 68  | 7   | 10  | 17  | 54  | 12 | 1  | 2  | 3  | 22 |
| 1984–1985            | Minnesota North Stars | NHL                  | 29  | 4   | 7   | 11  | 15  | —  | —  | —  | —  | —  |
| 1984–1985            | Québec Nordiques      | NHL                  | 49  | 27  | 24  | 51  | 38  | 18 | 6  | 4  | 10 | 13 |
| 1985–1986            | Québec Nordiques      | NHL                  | 77  | 26  | 32  | 58  | 64  | 3  | 2  | 1  | 3  | 9  |
| 1986–1987            | Québec Nordiques      | NHL                  | 46  | 25  | 19  | 44  | 17  | —  | —  | —  | —  | —  |
| 1986–1987            | Detroit Red Wings     | NHL                  | 35  | 15  | 16  | 31  | 22  | 16 | 4  | 9  | 13 | 6  |
| 1987–1988            | Detroit Red Wings     | NHL                  | 73  | 26  | 27  | 53  | 50  | 16 | 7  | 5  | 12 | 10 |
| 1988–1989            | Winnipeg Jets         | NHL                  | 75  | 31  | 37  | 68  | 36  | —  | —  | —  | —  | —  |
| 1989–1990            | Winnipeg Jets         | NHL                  | 79  | 22  | 34  | 56  | 37  | 7  | 3  | 1  | 4  | 2  |
| 1990–1991            | Winnipeg Jets         | NHL                  | 61  | 12  | 24  | 36  | 58  | —  | —  | —  | —  | —  |
| 1991–1992            | Winnipeg Jets         | NHL                  | 7   | 1   | 0   | 1   | 4   | —  | —  | —  | —  | —  |
| 1991–1992            | Boston Bruins         | NHL                  | 61  | 17  | 22  | 39  | 47  | —  | —  | —  | —  | —  |
| 1992–1993            | Providence Bruins     | AHL                  | 11  | 4   | 8   | 12  | 10  | —  | —  | —  | —  | —  |
| 1992–1993            | Boston Bruins         | NHL                  | 26  | 2   | 2   | 4   | 11  | —  | —  | —  | —  | —  |
| 1992–1993            | Calgary Flames        | NHL                  | 32  | 8   | 11  | 19  | 41  | 6  | 0  | 3  | 3  | 2  |
| 1993–1994            | Las Vegas Thunder     | IHL                  | 16  | 4   | 10  | 14  | 29  | —  | —  | —  | —  | —  |
| NHL Összesített      | NHL Összesített       | NHL Összesített      | 998 | 284 | 345 | 629 | 635 | 85 | 24 | 25 | 49 | 72 |
| WCHL/WHL Összesített | WCHL/WHL Összesített  | WCHL/WHL Összesített | 173 | 131 | 110 | 241 | 222 | 35 | 16 | 7  | 23 | 25 |